# (21295) 1996 VN14
(21295) 1996 VN14 es un asteroide perteneciente al cinturón de asteroides, región del sistema solar que se encuentra entre las órbitas de Marte y Júpiter.
Fue descubierto el 5 de noviembre de 1996 por el equipo del proyecto Spacewatch desde el observatorio Nacional de Kitt Peak.

## Designación y nombre
Designado provisionalmente como 1996 VN14.

## Características orbitales
(21295) 1996 VN14 está situado a una distancia media del Sol de 2,292 ua, pudiendo alejarse hasta 2,457 ua y acercarse hasta 2,127 ua. Su excentricidad es 0,072 y la inclinación orbital 7,466 grados. Emplea 1267,60 días en completar una órbita alrededor del Sol.
Pertenece a la familia de asteroides de (4) Vesta.

## Características físicas
La magnitud absoluta de (21295) 1996 VN14 es 15,58. 